# 啟德皇家空軍基地

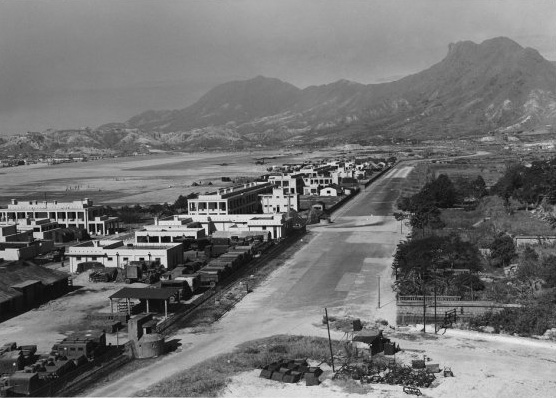
約攝於1945年的啟德皇家空軍基地

啟德皇家空軍基地（英語：RAF Kai Tak）是英屬香港的一個由駐港英軍使用的空軍基地，位於香港九龍啟德機場東側，近觀塘道兩旁一帶。現時僅存位於觀塘道以西九龍灣及觀塘道以東平山的建築群。

## 歷史
英國皇家空軍於1918年成立，於1924年起派駐英屬香港。1927年，香港皇家空軍基地正式啟用，當時範圍比現存的遺址廣泛，包括衙前圍村以南及現時新蒲崗以東也是基地範圍。1934年，為了積極備戰，軍方撥款5萬英鎊改善基地，警察訓練學校亦於同期在基地內成立。1941年12月8日清晨日本發動太平洋戰爭，香港保衛戰爆發，基地隨即遭到日本皇軍由三十多架轟炸機組成的機隊轟炸，英軍飛機在空襲中大多被毀，日軍完全奪得香港領空的制空權。香港日佔時期，該址曾被日軍改作憲兵部。
1945年8月香港重光後，該址恢復作為皇家空軍基地，直到1978年，駐港皇家空軍將駐地遷往石崗皇家空軍基地（即石崗機場）為止。
皇家空軍搬遷後，用地一分為三：西部現為啟晴邨及德朗邨的用地，曾保留作為皇家香港輔助空軍基地，當中的彈藥庫於1983年拆卸及納入機場範圍，其餘部分直至1990年才供啟德機場擴建；另外東部土地多數用作興建啟業邨，於1981年完工。其時由於香港越南船民問題，東部未發展用地在皇家空軍搬離後，旋即改為一個難民營以收容越南船民，當時稱為啟德難民營（又稱新秀難民營），由監獄署（1982年改組成懲教署）管理。1989年港府實施甄別政策，難民營改稱為啟德越南船民離港中心，並轉由民眾安全服務隊管理，及後又改名啟德越南船民轉介中心，直至1998年3月13日關閉。目前，剩餘部分除其中三座營房得以保留外，其餘用地現正重建為綠置居及中學。
相鄰的還有彩虹軍營（Blackdown Barracks），現已拆卸用來興建采頤花園。

## 現存歷史建築

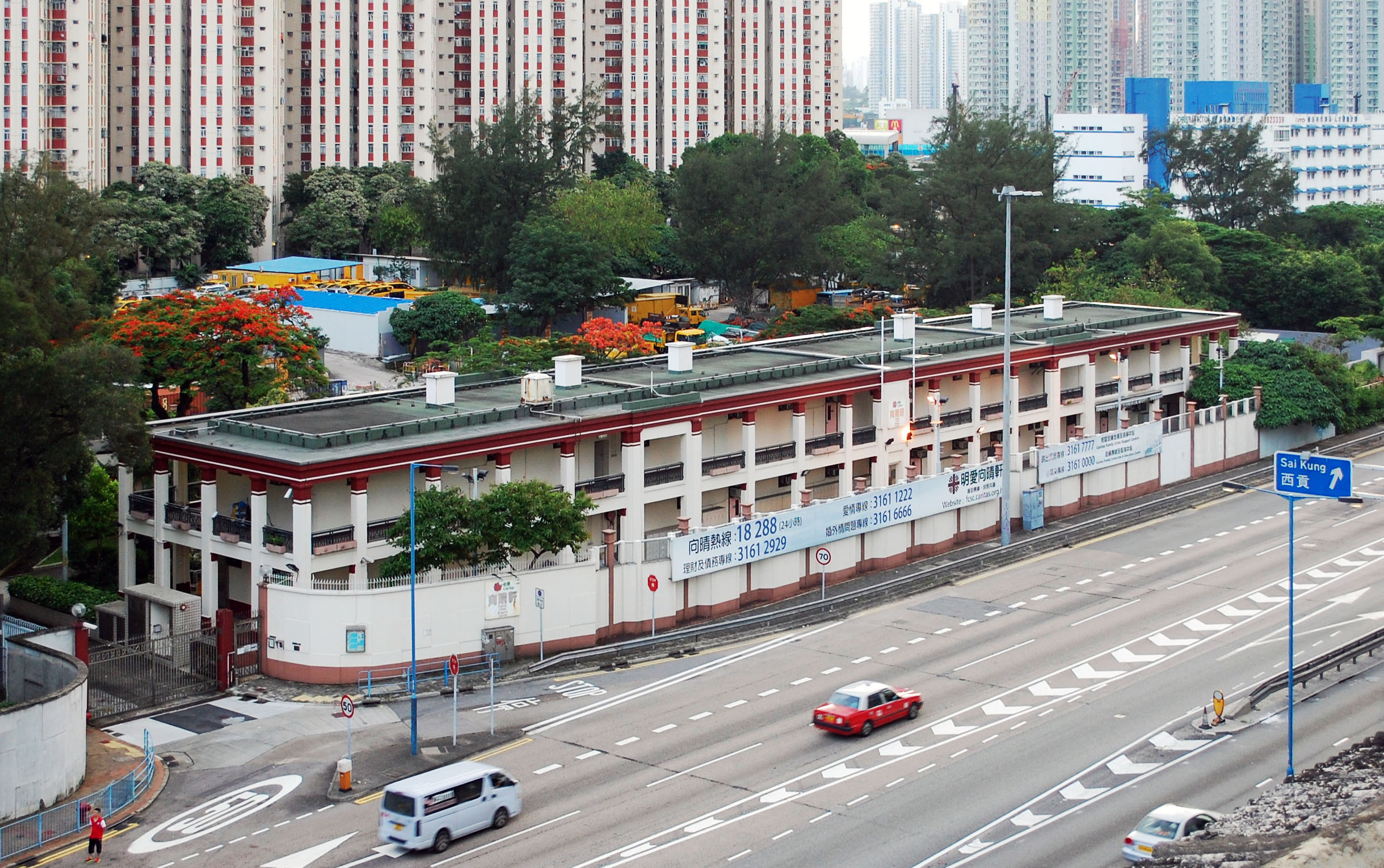
前皇家空軍基地總部大樓
總部大樓是香港一級歷史建築，現時為明愛向晴軒的總部。

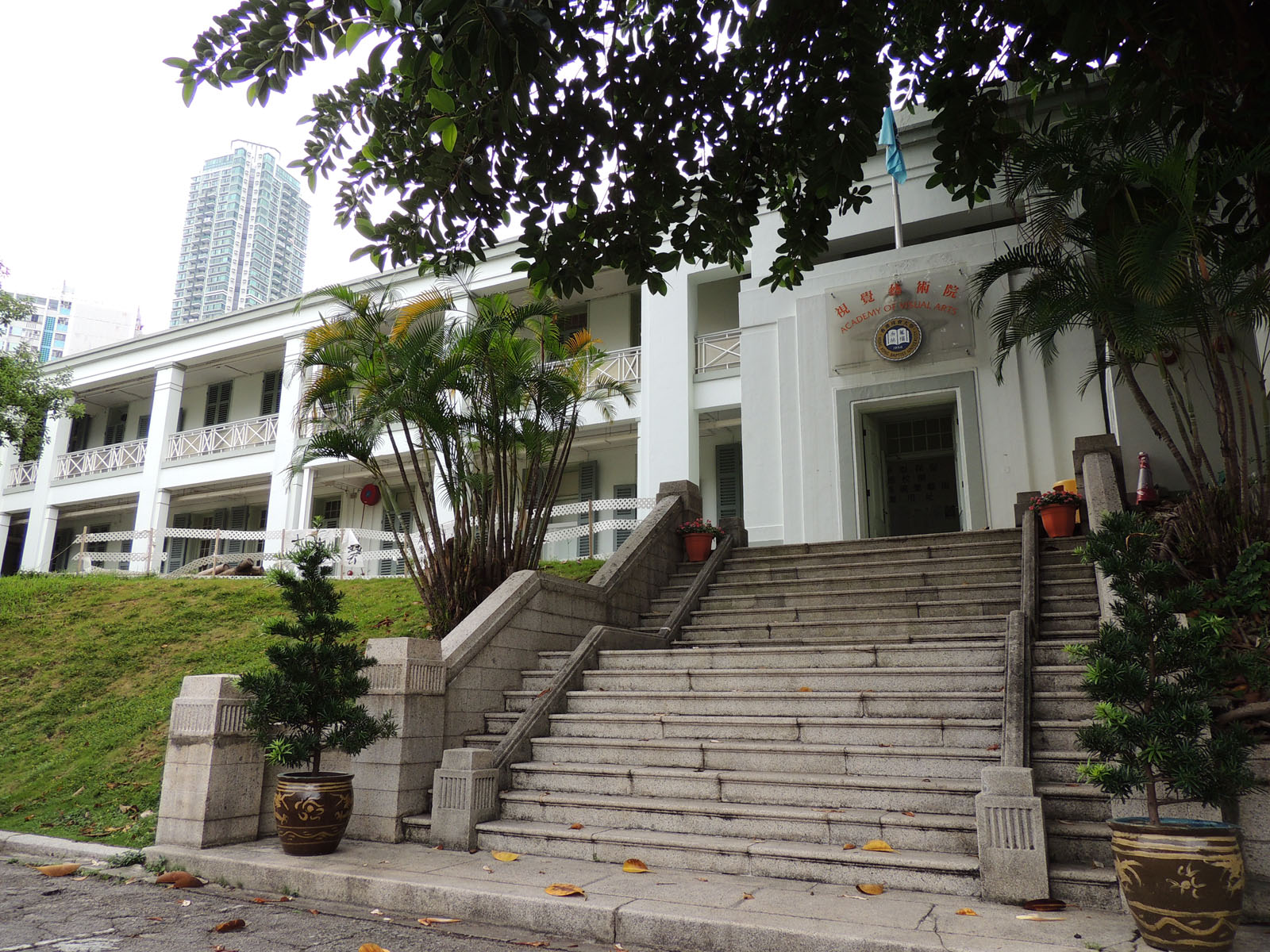
前皇家空軍基地職員宿舍連食堂
職員宿舍連食堂是香港一級歷史建築，曾用作警隊刑事偵緝學校，並一度打算重建為可提供1,300伙的夾屋屋苑。及後，建築物獲保留，現為香港浸會大學的啟德校園，主要是其視覺藝術學院上課之用。2009年獲得聯合國教科文組織亞太區文物古蹟保護獎榮譽獎。
前皇家空軍基地職員宿舍第二座
職員宿舍第二座是香港一級歷史建築，現為香港浸會大學的啟德校園低座，主要是視覺藝術學院學生工作間。

## 已拆卸建築物
克拉克樓

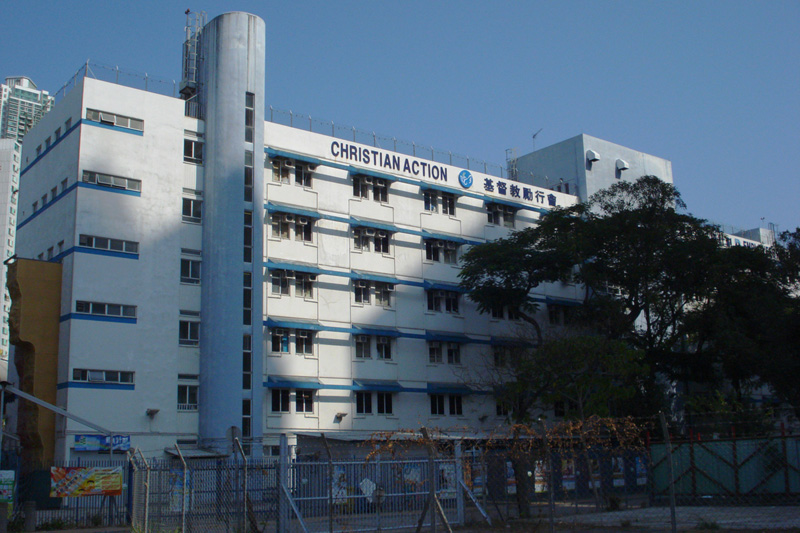
克拉克樓（拆卸前、新秀大廈時期）

克拉克樓（Gray Block），於1973年6月2日落成作空軍宿舍用途。其命名特意紀念二戰時期香港空軍上尉H. E. Gray。該樓於1992年4月25日起改為新秀學校為越南船民提供教育，直至難民營關閉為止。大廈曾更名新秀大廈（New Horizons Building）並改作基督教勵行會及僱員再培訓局合辦的培訓中心，後因配合宏照道公屋發展而拆卸。
消防同樂會

## 未來發展
難民營原址將分為兩期重建為綠置居，共設五幢大廈，其中第一期曾命名為「宏業邨」，其後改為綠置居並正名宏緻苑；而第二期在尚未公佈命名時，即被列入綠置居；而新秀大廈及消防同樂會位置，則會重建為滙基書院的新校舍，預計2027年啟用。

## 外部連結
- 1979.jpg（页面存档备份，存于） ，照片攝於1979年，從高空俯瞰前皇家空軍啟德基地。版權屬香港公共圖書館所有。